# 國立政治大學國際關係研究中心

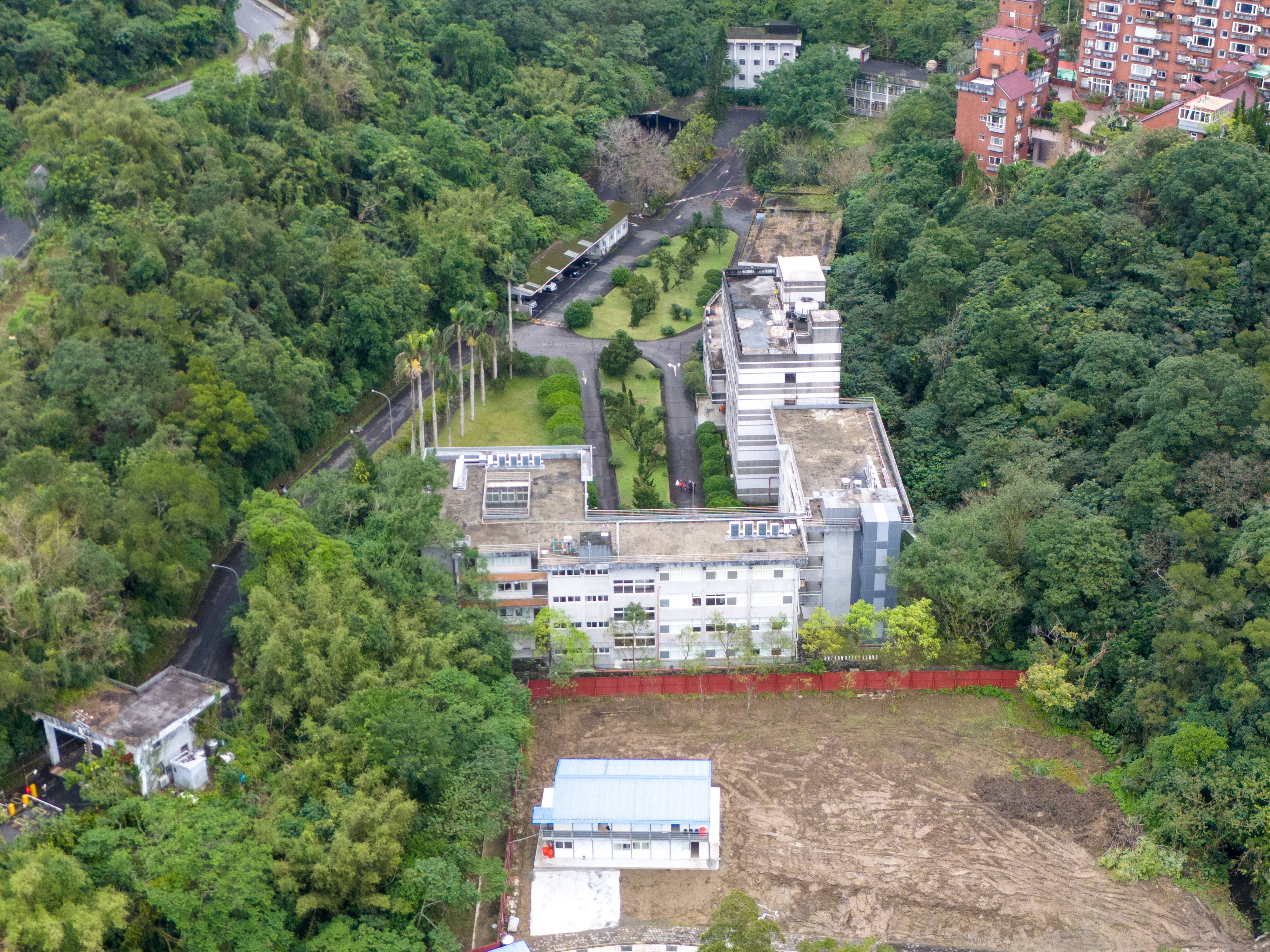
國際關係研究中心園區，建物於1970-80年代落成

國立政治大學國際關係研究中心（Institute of International Relations, NCCU），簡稱政大國關中心、IIR，是冷戰時期中華民國政府情治單位成立的智庫。成立初期隸屬於國家安全局，目標為政府提供國安行動和情報研析。1960年代後逐步轉型為學術研究機構並於1975年併入國立政治大學，但仍由政府補助經費，提供外交政策專業分析與諮詢。臺灣民主化後與國安機構脫鉤轉型為獨立研究機構。

## 沿革
政大國關中心原由國安機構主持，為情治系統中情報研析、戰略諮詢與國家政策規劃的重要機構。為了爭取民眾對反共政策的支持，該所開始走向學術化轉型，分別於1961年與1964年公開發行「問題與研究」中文期刊與"Issues and Studies"英文月刊。1967年與政大合作開辦研究所，並在1975年併入政大。:82台灣民主化後，國關中心組織完全併入政大，成為依靠大學預算運作的獨立研究機構，不再以國安單位情報研析與政策建議等作為任務，在失去國家經費支持後也面臨組織縮編等問題。

### 國家安全局智庫
1953年，時任總統蔣中正指示其子蔣經國成立「匪情研究」智庫，同年4月1日「國際關係研究會」以民間學術機構名義在臺北市圓山遠廬創立，實際上隸屬於中華民國總統府機要室資料組。:76主要任務為研究中共及國際問題，提供政府施政參考。1955年3月1日，總統府機要室資料組改組為國家安全局，國際關係研究會成為該局「政策研究室」，對外仍以民間機構名義行動。:76
1961年，國際關係研究會改名為中華民國國際關係研究所，逐步擴大與學術研究機構之聯繫與合作。1968年，與國立政治大學合作開辦東亞研究所培養中國與中共政治研究人才，並洽購政大附近國防部指南山莊營區後方山谷土地興建辦公大樓、圖書館、教室、宿舍，與東亞所於1970年4月一同遷入使用。
1970年12月，國關中心與美國史丹佛大學胡佛研究所、南卡羅來納大學、喬治·華盛頓大學等校在臺北舉辦首屆「中美中國大陸研討會」。隔年7月在日本東京設置辦事處，12月舉辦首屆「中日中國大陸研討會」。中心的工作任務重心逐漸從對敵情報分析轉為對外宣傳與學術交流。

### 國際關係研究中心

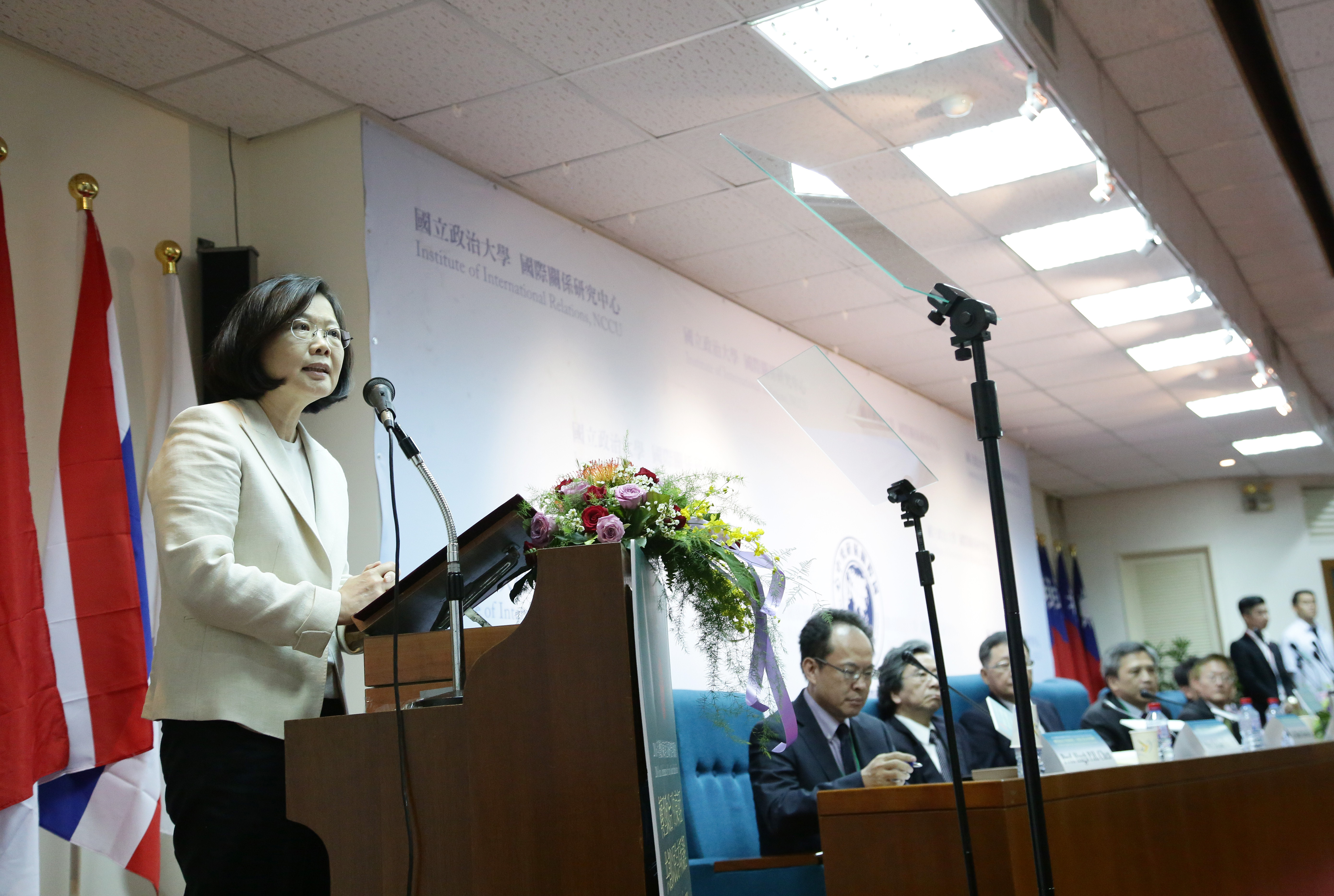
蔡英文總統出席國研中心舉辦2016年臺灣東南亞區域研究研討會

1975年7月1日，國際關係研究所名義上併入國立政治大學，更名為國際關係研究中心，實際上仍由政府部門提供運作經費。當時國關中心設有諮詢委員會，成員包含政大校長與新聞局局長、外交部部長等政府高層。轉型為研究機構後推動對中國大陸以及國際事務之研究，持續定期舉行與美日韓歐各國的「中國大陸問題」研討會，擴大國際學術交流。中心研究人員高達上百人，是臺灣研究國際關係與中國大陸事務中最重要且規模最大的國家智庫。
1996年8月1日，國際關係研究中心人事權回歸政大校方，與情報分析、國安機構脫鉤，轉型完全由政治大學管轄的獨立研究機構，但依然作為政府重要智庫提供政策分析與諮詢。在完全併入政大後數次組織調整縮小規模，如研究人員轉任或合聘各系所教職，行政單位進行裁併。
2015年政大取得國防部指南山莊營區土地並成立指南校區，國關中心與指南校區連通。2019年指南校區首座新建建築達賢圖書館落成，國關中心圖書館紙本資料移入達賢並閉館。國關中心園區進行整修與空間重新規劃，2024年8月，政大理學院應用物理研究所與電子物理學士學位學程遷入中心。

### 歷屆主管

#### 主任（具政府政務官身分[23]）
- 邵毓麟（1953－1954年）
- 卜道明（1954－1964年）
- 吳俊才（1964－1972年）
- 杭立武（1972－1975年）
- 蔡維屏（1975－1981年）
- 張京育（1981－1984年）
- 邵玉銘（1984－1987年）
- 張京育（1987－1990年）
- 林碧炤（1990－1994年）

#### 主任（大學獨立研究機構主管）
- 邵玉銘（1994－1999年）
- 何思因（1999－2003年）
- 林碧炤（2003－2004年）
- 林正義（2004－2005年）
- 鄭端耀（2005－2010年）
- 嚴震生（2010－2011年）
- 丁樹範（2011－2017年）
- 寇健文（2017－2024年）
- 王信賢（2024年－）

#### 副主任
- 蘇起
- 趙春山
- 魏鏞
- 吳安家
- 吳釗燮
- 王信賢
- 黃瓊萩
- 林義鈞
- 陳至潔

## 圖書館

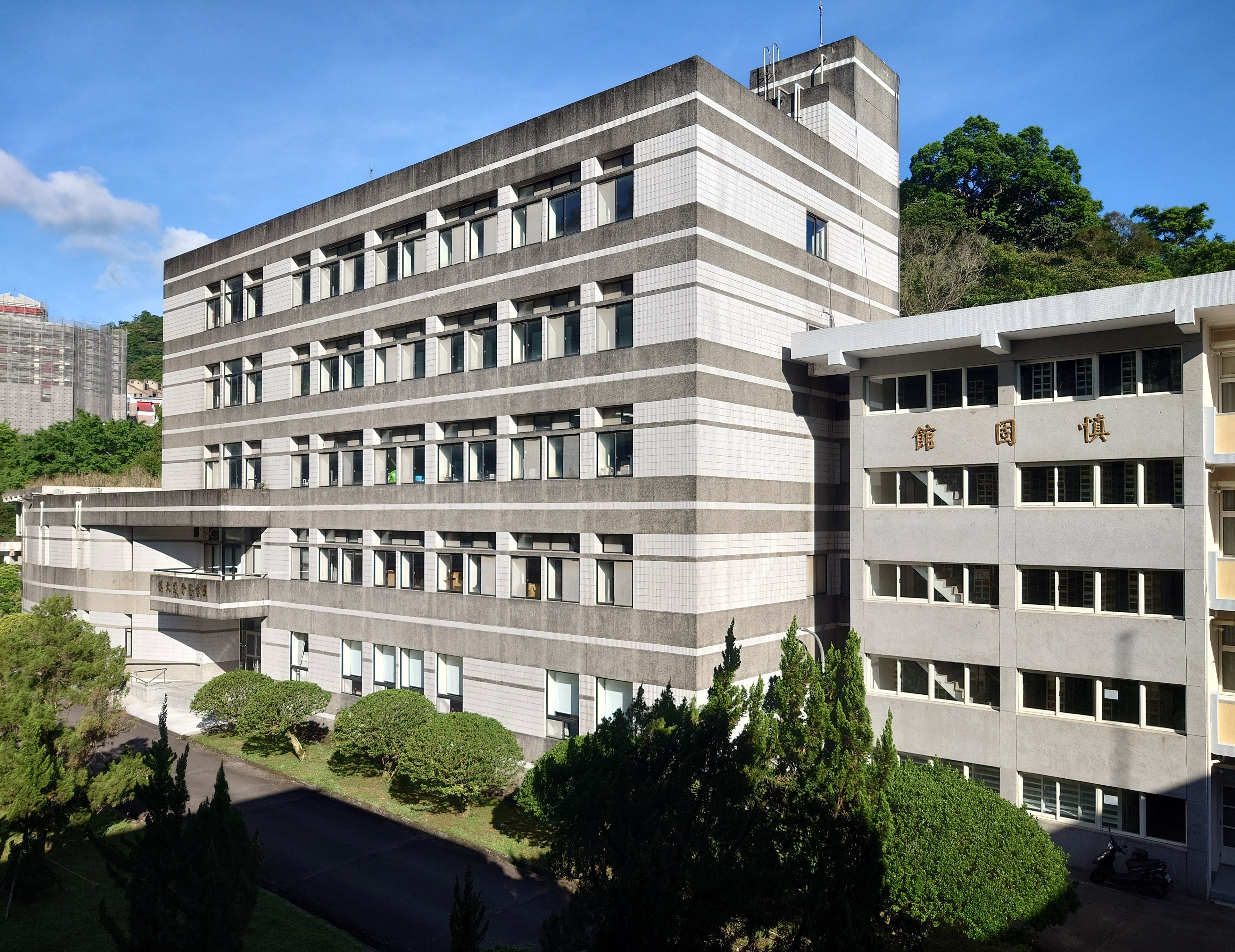
國關中心圖書分館，位於圖書暨會議大樓與慎固館書庫，於2019年關閉

國際關係研究中心圖書分館前身為圖書資料組，是戒嚴時期臺灣收藏中國共產黨相關資料最豐富的圖書館。主要館藏為中國大陸出版品和有關中國大陸、國際關係、經濟、軍事及國際共黨之圖書、期刊、報紙等實體資料，並因早期禁書與機密文件透過軍方管道進入臺灣後，軍方將提供影本作為政策研究，典藏大量禁書與軍政機密情報，在學術研究具重要性。
1986年圖書館大樓（圖書會議大樓）落成，2003年起部分業務與國立政治大學圖書館整併，2013年正式改隸政大圖書館，更名為國際關係研究中心圖書分館（簡稱國研圖）。2019年10月國研圖圖書資料搬遷至新建之達賢圖書館典藏，同年閉館停止服務。

## 學術研究

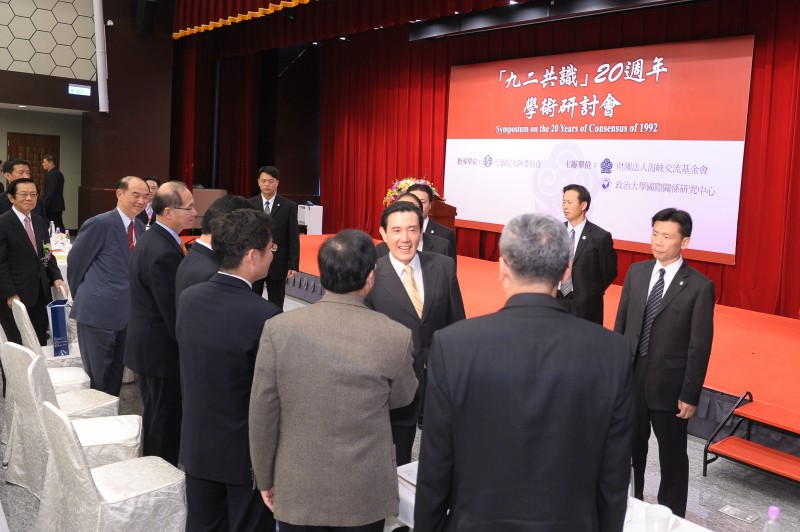
馬英九總統出席2012年國關中心和海峽交流基金會共同舉辦的「九二共識」20週年學術研討會

### 研究部門
| 國際關係研究中心 Institute of International Relations | 美國與歐洲研究所                       | 亞洲太平洋研究所           |
| 國際關係研究中心 Institute of International Relations | 中國政治研究所                         | 中國社會經濟研究所         |
| 國際關係研究中心 Institute of International Relations | 亞太安全合作理事會中華民國委員會秘書處 | 當代日本研究中心           |
| 國際關係研究中心 Institute of International Relations | 臺灣安全研究中心                       | 歐洲聯盟研究中心           |
| 國際關係研究中心 Institute of International Relations | 臺灣非洲研究論壇                       | 中國區域經濟發展暨治理論壇 |
| 國際關係研究中心 Institute of International Relations | 中國社會與區域發展研究中心             | 東南亞研究中心             |

- 美國與歐洲研究所：前身為國際關係研究所及國際關係研究中心之「國際組」。1996年8月1日國研中心歸併政治大學後，改編為「第一研究所」。研究領域包含外交、政治、經濟、安全及其他重要領域，主要專攻於美洲、歐洲及非洲之情勢、國際關係、經濟及國際組織之研究。
- 亞洲太平洋研究所（Asia-Pacific Division of the Institute of International Relations, IIRAP）：最初亦為國際關係研究所「國際組」，後收編為「第二研究所」研究方向專攻於亞洲、環太平洋地區及大洋洲各國情勢、國際關係、經濟及國際組織之研究。
- 中國政治研究所：曾歷經「國際關係研究會」、「國際關係研究所」及「國際關係研究中心」等三個時期，在「國際關係研究會」及「國際關係研究所」時期分別為該「會」及「所」之下的「匪情研究組」。後改制為「第三研究所」，目前研究方向為亞太情勢的發展、安全經濟與政治、中共於國際雙邊關係中對中華民國地位等問題的主張之研究、習近平時代的挑戰、中共對外軍事衝突的政治運用之研究、政治參與在香港特區的發展、世貿組織與中國、全球化下的兩岸經濟關係、中共和平崛起、中共對外戰爭、中共十六大後之走向、新世紀的中國兩岸、馬克思與恩格斯的文藝理論、臺灣海峽兩岸關係報告、中共軍事思想發展、中國大陸國防工業的民間化。
- 中國社會經濟研究所：成立之初主要定位為國家智庫，隸屬「匪情研究組」，後改制為「第四研究所」，研究之領域包括中國大陸的社會、經濟、文化、教育、法律、區域研究等。其中國農村研究團隊為全台灣第一批進入中國深山農村，進行蹲點研究，而且持續至今未中斷，累積了豐厚的田野資料。氣候變遷、水治理、西部大開發乃至兩岸鄉村治理與發展、經濟往來、中國大陸高等教育、農業及工業、非政府組織、國營企業等，皆是第四研究所的研究領域。
- 當代日本研究中心（Center for Modern Japan Studies, CMJS）：政治大學當代日本研究中心成立於2009年9月24日，本研究中心是由日本交流協會以及日本國際交流基金資助設立，主要目的希望強化國內的日本研究。並成為兩國之間的學術交流平台。
- 臺灣非洲研究論壇（Forum of African Studies in Taiwan, FAST）：未來非洲國家在國際社會的影響力，將成為我國在外交困境下的援助力，因此非洲研究論壇的成立，可以讓非洲國家駐中華民國人員，能有更多的機會參與不同活動與國人交流。如此一來，不僅讓非洲國家更了解我國，也使得國民能更認識來自非洲的朋友的背景文化和事務，促進雙方文化的交流，並且了解兩岸問題在國際外交上和其他的方面所造成的困難。
- 亞太安全合作理事會中華民國委員會秘書處（Secretariat of Taiwan of the Council for Security Cooperation in the Asia Pacific, CSCAP Taiwan Secretariat/CSCAPTaiwan）：是一個區域性的安全智庫網絡。[25]CSCAP目前有二十一個成員委員會（來自澳大利亞、柬埔寨、加拿大、歐盟、印度、印度尼西亞、日本、馬來西亞、蒙古、緬甸、紐西蘭、北韓、巴布亞紐幾內亞、中華人民共和國、菲律賓、俄羅斯、新加坡、南韓、泰國、美國和越南）和一名觀察員（來自太平洋島國論壇）。
- 臺灣安全研究中心（Taiwan Center for Security Studies, Taiwancss/TCSS）：由美國麥克阿瑟基金會（The MacArthur Foundation）資助設立，主要目的在建構臺灣安全與兩岸和平機制，其中心主任劉復國教授以兩岸外交休兵與軍事互信為例，進行學術界在政策上先行思考的方向，並隆重邀請到臺灣軍界的前國防部副部長陳永康上將、前空軍官校校長田在勱中將、前空軍副司令張延廷中將、前國防大學政戰主任胡瑞舟少將、前海軍司令部副參謀長夏光亞少將、前海軍教準部副指揮官袁念熹少將及前陸軍八軍團副指揮官郭力升少將等眾多位三軍退役將領加入常態運作，此一紀錄為國內少見。[26]

### 學術期刊
- 《問題與研究》（英語：Issues & Studies）：為一學術性期刊，刊載有關國際關係、比較政治、區域研究、國際經濟等問題之研究論文。曾收錄於社會科學引文索引（SSCI），目前收錄於TSSCI（臺灣社會科學引文索引）第一級以及ACI資料庫。1956年4月創刊，當時僅供上呈作為政府決策的研析資料，1961年10月首度對外公開發行迄今，是華文界研究國際關係、區域研究、國際發展等領域歷時最悠久、最具影響力的刊物之一。[27]。並以中文、英文（页面存档备份，存于）及日文（页面存档备份，存于）出版。
- 《中國大陸研究》：收錄於TSSCI以及ACI，為一學術性月刊，原刊名為匪情月報。是臺灣在中國大陸研究領域最具代表性的刊物之一，以探討中國大陸的意識形態、政黨、軍事、外交、經濟、文教及社會諸方面問題為宗旨[28]。
- 《戰略安全研析》：學術性政策研究月刊，由亞太安全合作理事會中華民國委員會秘書處出版[29]，並長期由政大臺灣安全研究中心主任劉復國教授擔任主編。
- 《美歐季刊》：2001年7月停刊，內容涵括美洲及歐洲各項問題之探討，尤其側重政治、外交、經濟、軍事、法律等層面。[30]

### 對外交流
1965年至1966年初期間，美國各地出現民間團體舉辦中國大陸問題研討會，呼籲美國政府必須改善對中國共產黨之關係的風潮，引起國民黨政府的高度關注:62。為了化解國民黨政府與美國民間團體對當時中國大陸局勢看法的分歧，鄭喆希與吳俊才於1966年文化大革命事件發生後，向蔣經國建議邀請美籍專家學者至臺灣參與國際研討會。該計畫分別於1966年9月20日與1967年1月23日獲得國家安全局長及總統蔣中正同意，但遭蔣經國推遲舉辦:84-86。至1969年底珍寶島事件爆發，美國和中國共產黨欲改善彼此關係並共同牽制蘇聯，國民黨政府擔憂與美國之關係恐受影響，因此正式實施計畫，促請國際關係研究所接洽美國學者，開始籌備第一屆「中美中國大陸問題研討會」:110-111。該研討會於1970年12月15至19日期間舉辦，獲得參與的美籍學者高度評價。此後，中華民國學者對中國大陸局勢的研究成果及參考資料，逐漸受到美國各大研究機構重視。由國際關係研究所與美籍機構共同舉辦的「中美會」也持續至今:118-121。

## 外部連結
- 國立政治大學國際關係研究中心（页面存档备份，存于）
- 臺灣安全研究中心（页面存档备份，存于）